# МК Црвена звезда
Мачевалачки клуб Црвена звезда је члан спортске породице СД Црвена звезда још од јесени 1946. године када су студенти Техничког факултета у Београду, који су већ на факултету имали своју секцију, одлучили да приступе Спортском друштву Црвена звезда. Клуб спонзорише компанија Меридианбет.

## Историја
Мачевалачка секција Црвене звезде је званично заживела 12. новембра 1946. године, а секција је две године касније прерасла у клуб. Звездини мачеваоци су одмах заслужили наступе за репрезентацију и ревносно пропагирали овај витешки спорт.
У клубу као тренери раде француски стручњаци Рене Клод и Жан Гравле, и педесете године прошлог века биле су период успешног рада МК Црвена звезда.
Женска екипа поставља темеље својој доминацији у флорету, а мушка екипа је титуле првака Југославије у мачу освојила 1950. и 1951. године.
Од 1956. године наступио је период финансијске кризе трајавши скоро деценију, а клуб се издржавао властитим средствима јер је основана каскадерско-мачевалачка група која је учествовала у снимању сцена у историјским филмовима.
Доласком Вере Јефтимијадес из угашеног ОМК Југославија, од 1960. па наредну деценију женска екипа има примат у флорету на државним првенствима, док је мушка екипа од 1970. године суверен власник титула у дисциплини сабља. Клуб је потом бележио и одличне и осредње резултате, а деведесетих се поново успоставља црвено-бела доминација мушкараца у сабљи и мачу, те црвено-белих дама у флорету.
Тако је настављено и у 21. веку и сведоци смо настављања успеха у већ потврђеним дисциплинама, а појављују се успеси код жена у мачу и сабљи.

## Успеси

#### Екипни успеси
, Мушкарци - Државни прваци 57 пута
Државни прваци у мачу: 1950, 1951, 1958, 1964, 2001, 2003, 2004, 2016, 2019, 2024, 2025
Државни прваци у флорету: 1951, 1952, 1958, 1960, 2001, 2002, 2021, 2022, 2023, 2024, 2025
Државни прваци у сабљи: 1970, 1972, 1974, 1975, 1976, 1977, 1978, 1979, 1980, 1981, 1982, 1983, 1988, 1989, 1991, 1992, 1995, 1996, 1997, 1998, 1999, 2000, 2001, 2002, 2003, 2007, 2009, 2010, 2011, 2012, 2013, 2015, 2016, 2017, 2018
Национални куп - 5 пута: 1981, 1984, 1991, 1992, 1993 (Сабља)
Жене - Државне првакиње 56 пута
Државне првакиње у мачу: 1991, 2002, 2003, 2004, 2007, 2008, 2009, 2010, 2011, 2012, 2013, 2019
Државне првакиње у флорету: 1952, 1954, 1956, 1957, 1959, 1960, 1961, 1965, 1966, 1967, 1968, 1970, 1971, 1974, 1976, 1979, 1991, 2002, 2003, 2005, 2006, 2007, 2008, 2009, 2010, 2011, 2012, 2013, 2014, 2016, 2017, 2018, 2019, 2020, 2021, 2022, 2023, 2024, 2025
Државне првакиње у сабљи: 2009, 2010, 2011, 2012, 2015
Национални куп - 4 пута: 1989, 1990 (Мач), 1990, 1991 (Флорет)